# Frantz Granvorka
Pour les articles homonymes, voir Granvorka.
Frantz Granvorka est un ancien joueur français de volley-ball né le 10 mars 1976 à Champigny-sur-Marne (Val-de-Marne). Il mesure 1,95 m et joue attaquant. Il totalise 288 sélections en équipe de France. Il est le fils de Séverin Granvorka, ancien international français de volley-ball.
Ex-Joueur et capitaine de l'Équipe de France, Frantz a joué pendant 19 ans dans les plus grands championnats européens (France, Italie, Grèce, Turquie). Ce champion a aussi la particularité d’avoir occupé les 3 postes d’attaque (Central, réceptionneur-attaquant et pointu).
Après un retour en France, à Beauvais, avec qui, il a notamment disputé la finale de la Coupe de France 2011, il a mis fin à sa carrière. Après 6 années d'études d'ostéopathie (à l'ESO), il a ouvert son cabinet à Roissy en Brie (77). En août 2017, il rejoint le staff du Nantes Rezé Métropole Volley, équipe de Ligue A messieurs (LNV) en tant que préparateur physique. Il est entraîneur du Tours VB d'août à novembre 2024.

## Galerie

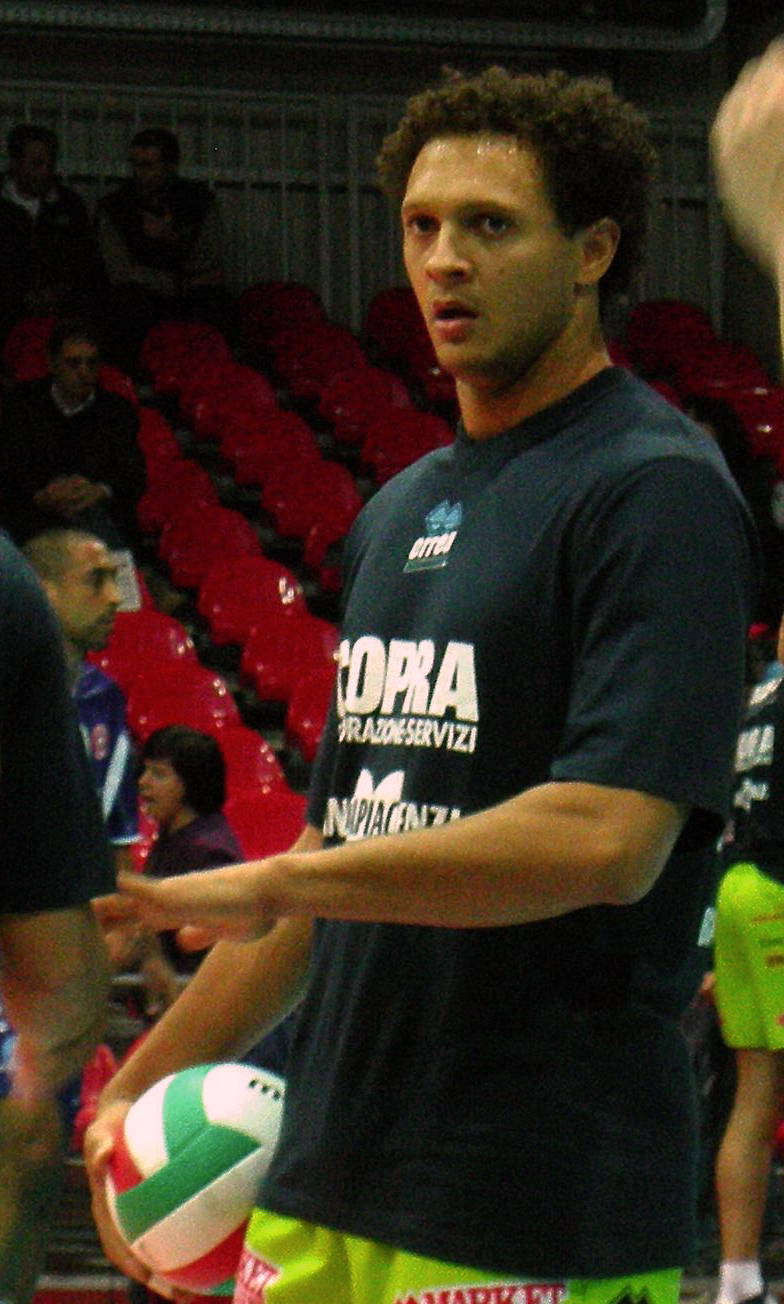
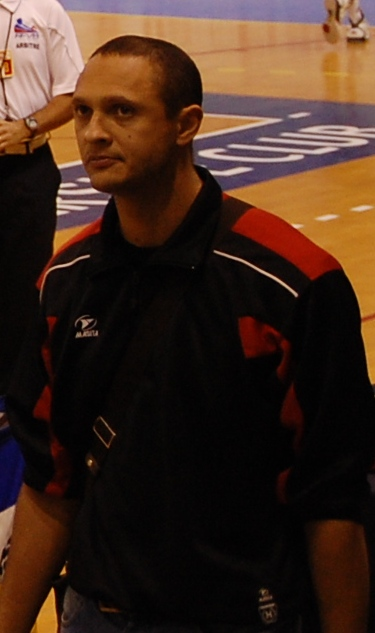

## Clubs
| Club                  | De            | À            |
| --------------------- | ------------- | ------------ |
| Paris SG-Asnières     | 1994-1995     | 1995-1996    |
| Paris UC              | 1996-1997     | 1996-1997    |
| Paris SG-Asnières     | 1997-1998     | 1997-1998    |
| Paris Volley          | 1998-1999     | 1998-1999    |
| Pallavolo Parme       | 1999-2000     | 2000-2001    |
| Pallavolo Padoue      | 2001-2002     | 2001-2002    |
| Piemonte Volley       | 2002-2003     | 2002-2003    |
| Adriavolley Trieste   | 2003-2004     | 2003-2004    |
| Iraklis Salonique     | 2003-2004     | 2003-2004    |
| Marmi Lanza Vérone    | 2004-2005     | 2005-2006    |
| Prisma Tarente        | 2006-2007     | 2006-2007    |
| Pallavolo Plaisance   | 2007-2008     | 2007-2008    |
| Prisma Tarente        | 2008-2009     | janvier 2009 |
| Ziraat Bankası Ankara | janvier 2009  | 2009-2010    |
| Beauvais OUC          | décembre 2010 | avril 2011   |

## Palmarès
- Championnat du monde
  - Troisième : 2002
- Ligue mondiale
  - Finaliste : 2006
- Championnat d'Europe
  - Finaliste : 2003
- Ligue des champions
  - Finaliste : 2008
- Championnat de France (1)
  - Vainqueur : 1997
  - Finaliste : 1999
- Championnat d'Italie
  - Finaliste : 2008
- Championnat de Turquie (1)
  - Finaliste : 2010
- Coupe de France (2)
  - Vainqueur : 1997, 1999
  - Finaliste : 1995, 2011
- Coupe de Grèce (1)
  - Vainqueur : 2004
- Coupe de Turquie (1)
  - Vainqueur : 2010
  - Finaliste : 2009
- Supercoupe d'Italie
  - Vainqueur : 2002

## Titres individuels
- Championnat d'Europe
  - Meilleur Serveur : 1997
- Championnat d'Italie
  - Meilleur Joueur Etranger : 2000
- Championnat du Monde
  - Meilleur Serveur : 2002
- Championnat d'Italie
  - Meilleur Serveur : 2006